# Île Padre
L'Île Padre ou Padre Island est le banc-de-sable-île (île barrière) le plus long du monde et est situé sur la côte de la région du Sud-Texas. L'île est ainsi nommée en référence à Padre Jose Nicolas Balli (en) (vers 1770-1829). Elle s'étend sur environ 200 km dans le golfe du Mexique et se situe sur les comtés de Cameron, Kenedy, Kleberg, Nueces, et Willacy. La population se concentre au sud de l'île à South Padre Island et Port Isabel. Le centre est protégé par la réserve naturelle de Padre Island National Seashore depuis 1962.

## Description
Padre Island est la deuxième plus grande île des États-Unis (hors Alaska et Hawaï) derrière Long Island. Elle mesure 133 918 acres soit 542 km2. L'île se trouve entre le golfe du Mexique à l'est et la Laguna Madre à l'ouest. La pointe nord de l'île est reliée par une route à Mustang Island (en). L'extrémité sud est séparée de Brazos Island (en) par le détroit de Brazos Santiago. Le canal de Port Mansfield divise artificiellement l'île en deux, depuis 1964.
Padre Island abrite plus de 600 espèces de plantes et de fleurs sauvages. Une espèce endémique de chêne y pousse (Quercus fusiformis). Les mammifères les plus courants sont les lièvres, les écureuils et les coyotes. Les colonies d'oiseaux sont nombreuses et diversifiées : hérons, ibis, aigrettes, pélicans, cormorans, canards et oies peuvent être observées.